# فانا روسا
فانا روسا (بالإنجليزية: Vana-Roosa)‏ هي قرية تقع في إستونيا في مقاطعة فورو.

## معرض صور

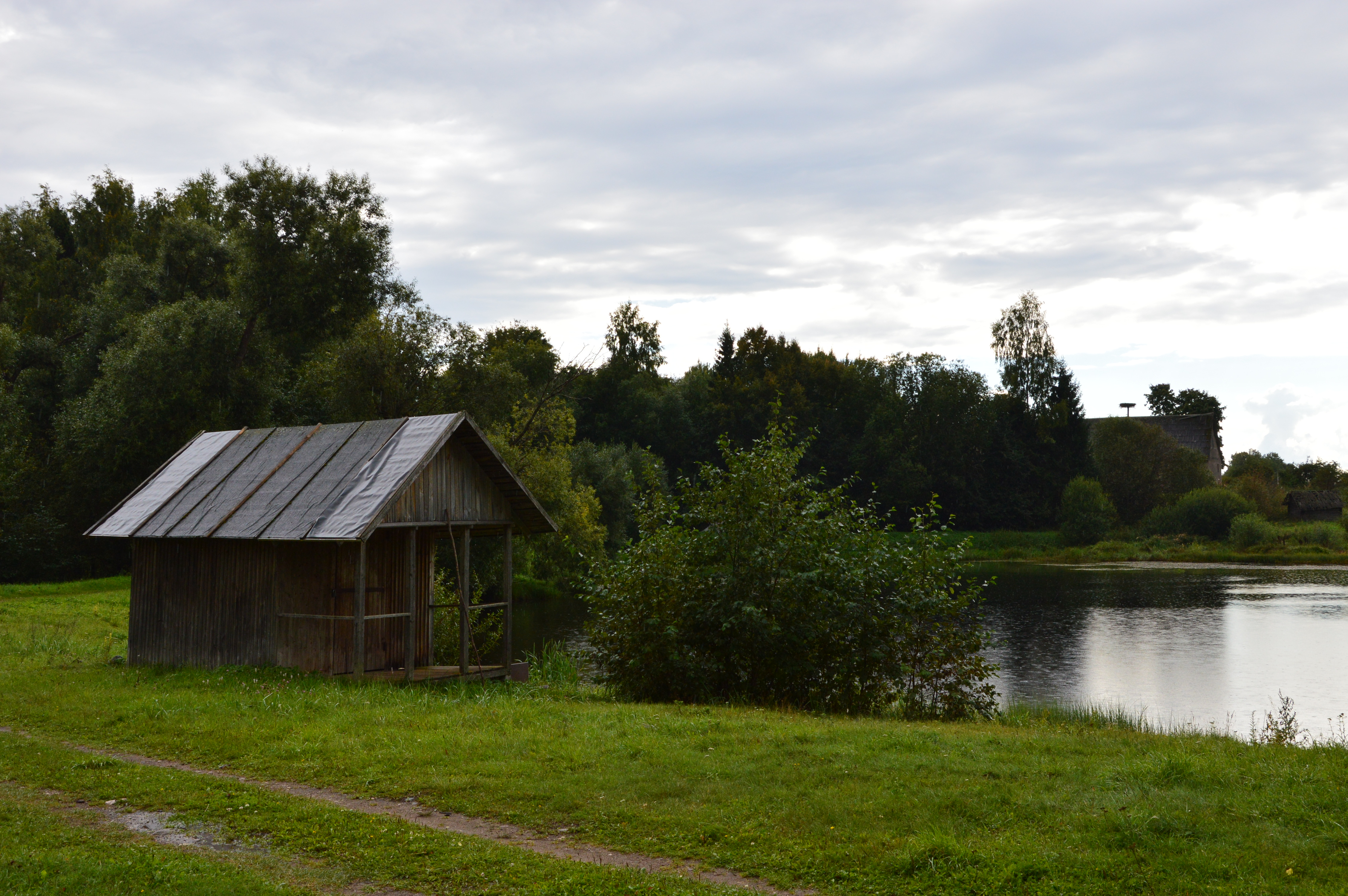
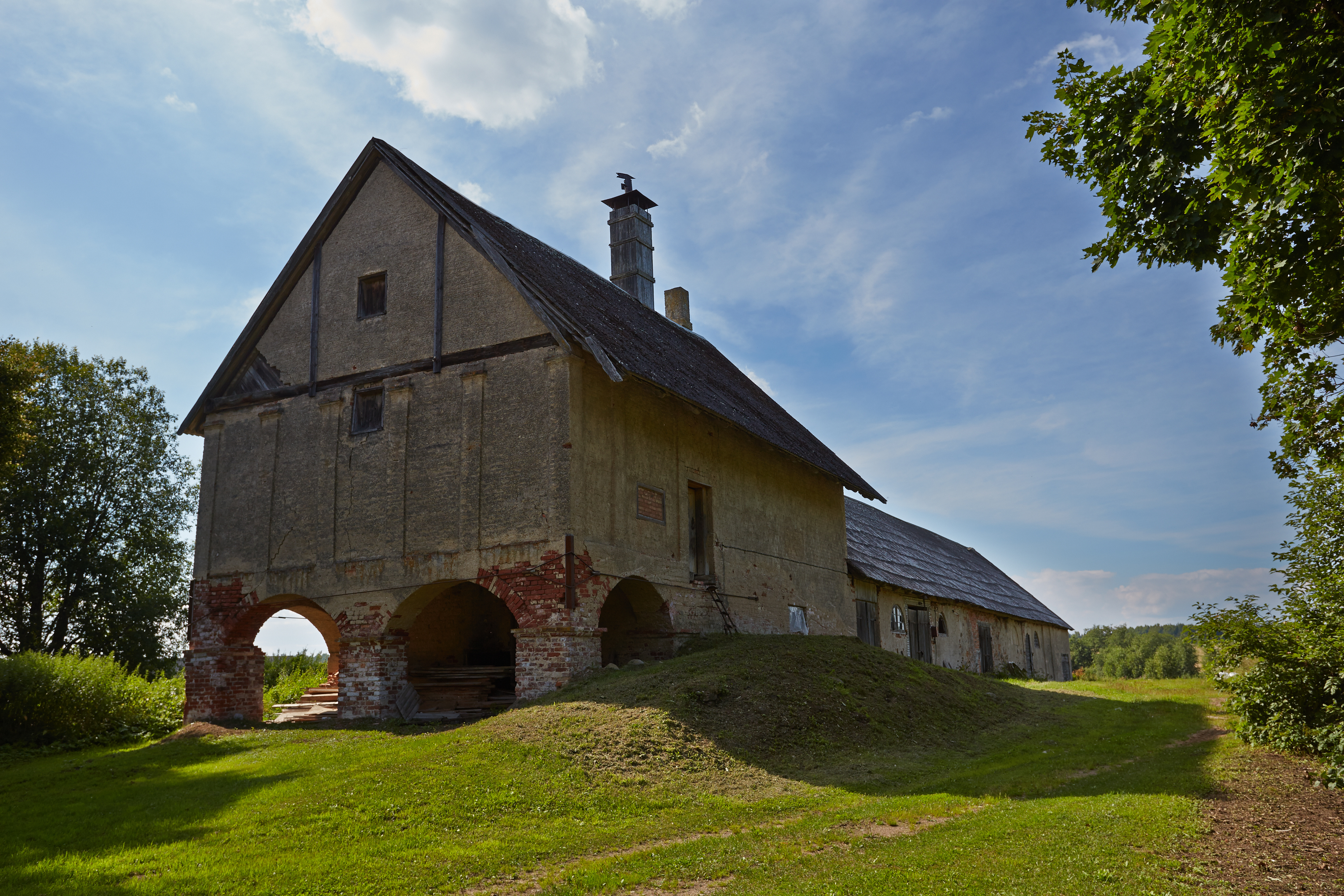
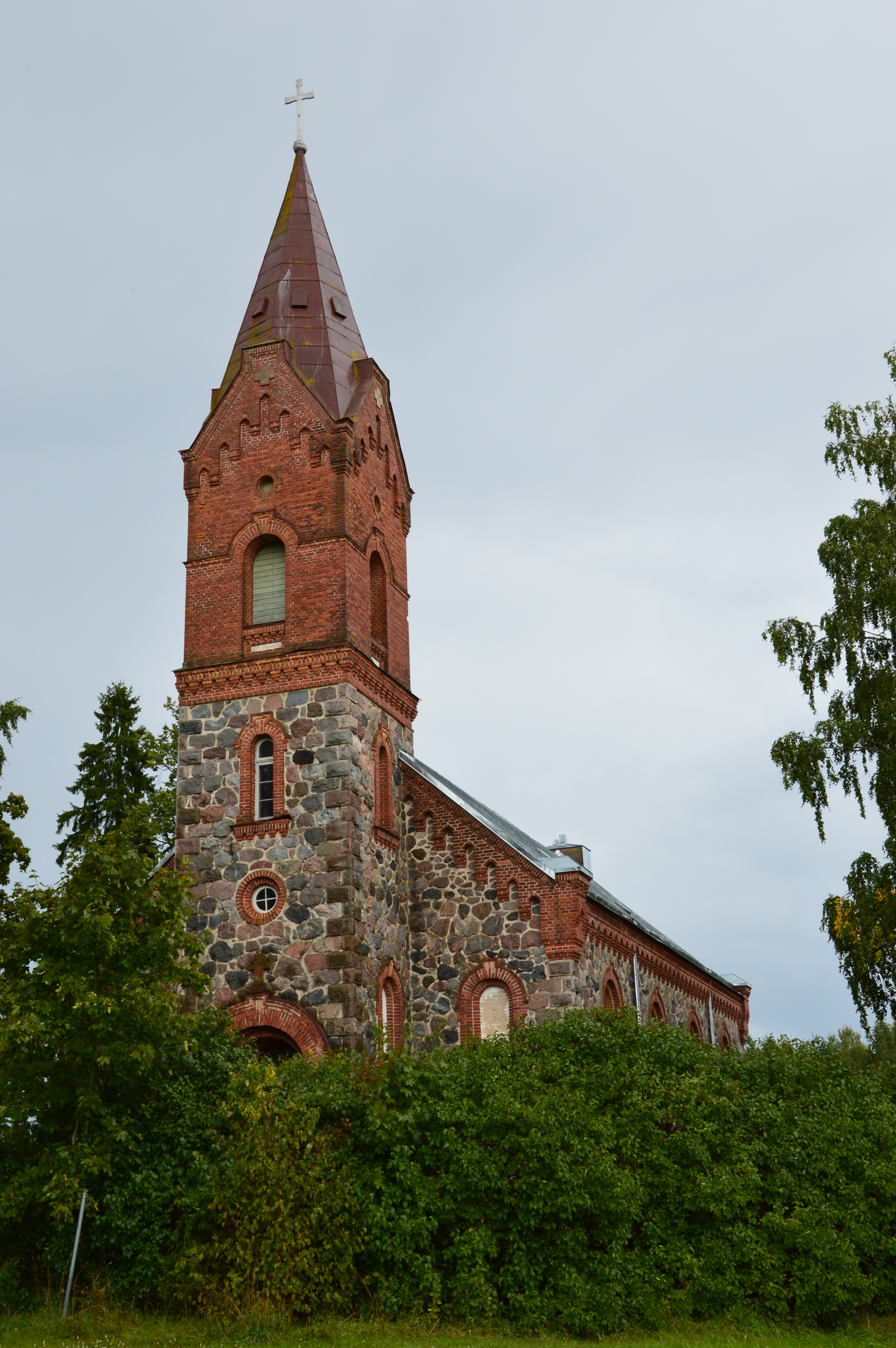